# Погоанеле
Погоанеле (рум. Pogoanele) — город в Румынии в составе жудеца Бузэу.

## История
Деревня Погоанеле была основана в 1834 году.
В 1989 году деревня получила статус города.

## Известные уроженцы
- Мирча Фрэцикэ (род.1957) — дзюдоист, чемпион Европы, призёр Олимпийских игр.